# Beatrice Aitchison
Pour les articles homonymes, voir Aitchison.
Beatrice Aitchison (18 juillet 1908-22 septembre 1997) est une mathématicienne, statisticienne et économiste des transports américaine qui dirigeait la division de l'économie des transports du département du Commerce des États-Unis  et est devenue par la suite la première femme à parvenir à un poste politique à l'United States Postal Service.  

## Jeunesse
La mère d'Aitchison était musicienne et son père, Clyde Bruce Aitchison, était avocat et économiste, membre de l'Interstate Commerce Commission. Elle est née le 18 juillet 1908 à Portland, Oregon. Aitchison a vécu à Portland jusqu'en 1916, puis à Washington, DC pour le reste de son enfance. 

## Éducation
Aitchison a fréquenté la Central High School (en). Elle a obtenu un bachelor du Goucher College (en) en 1928. 
Après avoir travaillé un an comme actuaire à New York, elle a commencé des études supérieures en mathématiques à l'université Johns-Hopkins, terminant sa maîtrise en 1931 et son doctorat en 1933. Sa thèse, dirigée par Gordon Thomas Whyburn, était intitulée On Mapping with Functions of Finite Sections ; elle a également publié deux articles dans le même domaine. 
À l'université de l'Oregon, Aitchison a obtenu un deuxième diplôme de maîtrise en économie en 1937 . 

## Carrière
En raison de la Grande Dépression, il était difficile de trouver un emploi en tant que mathématicienne: elle a postulé dans 145 écoles mais n'a pu trouver qu'un poste temporaire d'un semestre, remplaçant un instructeur malade au Westhampton College for Women de l'université de Richmond. Par la suite, elle a travaillé de 1934 à 1935 en tant que chargée de cours en statistique à l'American University à Washington, DC.  
Aitchison est retournée à Portland en 1935 et après avoir travaillé pour la Work Projects Administration en 1936. Elle est retournée à l'American University en tant que chargée de cours en statistique et y est restée jusqu'en 1939, tout en travaillant pour le Département de l'Agriculture des États-Unis et l'Interstate Commerce Commission. De 1939 à 1942, elle a enseigné l'économie à l'Université de l'Oregon, mais en 1942, elle est retournée au gouvernement fédéral pour travailler dans l'économie des transports, une carrière qui durerait le reste de sa vie.  
De 1942 à 1951, Aitchison a été statisticienne puis économiste des transports à l'Interstate Commerce Commission. Elle a également enseigné à l'Université américaine de 1942 à 1944 et été consultante pour le Bureau des transports de la défense pendant la Seconde Guerre mondiale. De 1951 à 1953, elle a dirigé la Division de l'économie des transports du Bureau des transports du Département du Commerce des États-Unis, mais cette division a été supprimée en 1953. Elle est ensuite devenue directrice de la recherche sur les transports au Bureau des transports du service postal des États-Unis, devenant à la fois la femme la plus haut placée du service postal et « la première femme à être nommée à un poste de niveau politique ». Lorsqu'elle a pris sa retraite en juillet 1971,  Aitchison « était l'une des femmes les mieux classées dans la fonction publique fédérale ».  

## Prix et distinctions
La United States Civil Service Commission (en) (Commission de la fonction publique des États-Unis) a décerné à Aitchison l'un de leurs premiers Federal Woman's Awards, en 1961, une reconnaissance qui a donné à Aitchison le pouvoir de pousser le président Lyndon Johnson à rédiger un décret interdisant la discrimination sexuelle au sein du gouvernement américain.  
En 1965, elle a été élue Fellow de la Société américaine de statistique « pour son travail de pionnier dans le développement et l'application de méthodes statistiques pour la recherche et l'analyse dans le trafic et les transports ». Elle a reçu le prix du service de carrière de la National Civil Service League (en) en 1970. En 1997, la Johns Hopkins Alumni Association lui a décerné le prix Woodrow Wilson «pour services gouvernementaux exceptionnels».  

## Vie privée
Aitchison est décédée le 22 septembre 1997.  